# CA 사르미엔토
CA 사르미엔토(스페인어: Club Atlético Sarmiento)는 아르헨티나 부에노스아이레스주에 있는 후닌을 연고로 하는 축구 클럽이다. 이 팀은 1911년 4월 1일에 창단되었으며, 현재 아르헨티나 프리메라 디비시온에 참가하고 있다.

## 수상
- 프리메라 나시오날: 1회

2020
- 프리메라 B: 3회

1980, 2003–04, 2011–12
- 프리메라 C: 1회

1977

## 선수 명단

### 현역
참고: FIFA 자격 규정에 따라 소속된 국가대표팀 국기를 표시합니다. 선수는 복수의 FIFA 비회원국 국적을 가지고 있을 수 있습니다.
| 번호 | 포지션 | 국적 | 이름            |
| ---- | ------ | ---- | --------------- |
| 7    | FW     |      | 리산드로 로페스 |
| 18   | FW     |      | 이반 모랄레스   |

| 번호 | 포지션 | 국적 | 이름 |
| ---- | ------ | ---- | ---- |